# Taxilejeunea pterigonia
Taxilejeunea pterigonia là một loài Rêu trong họ Lejeuneaceae. Loài này được (Lehm. & Lindenb.) Schiffner miêu tả khoa học đầu tiên năm 1893.